# Giuseppe Rivelli
Giuseppe Rivelli (Napoli, 24 febbraio 1783 – Napoli, 17 giugno 1860) è stato un poeta e letterato italiano.
Nacque a Napoli da una nobile famiglia, il 24 febbraio 1783, figlio del nobile Don Ignazio dei conti di Rivello ed Donna Elisabetta Ruggiero. Sin da giovane coltivò le lettere, la storia e soprattutto la poesia.
La sua raffinata cultura, la conoscenza e l'amore per i classici fece sì che fosse riconosciuto un letterato eccelso e per questo divenne membro della prestigiosa Accademia dell'Arcadia, con il nome arcadico di Aristo Meonio.
Fu un raffinato poeta in lingua toscana e napoletana. Memorabile rimane la sua opera di trasposizione di un classico greco, l'Anacreonte Tejo in lingua napoletana. Per questa opera fu soprannominato l'Anacreonte Napoletano.
Un'altra opera altrettanto degna di essere ricordata è Sacre Poesie di Giuseppe Rivelli tra gli Arcadi di Roma Aristo Meonio, edita a Napoli nel 1846.
Ebbe cinque figli e morì a Napoli il 17 giugno 1860.